# ويندوز سمول بيزنس سيرفر
 ويندوز مخدم الأعمال التجارية الصغيرة  ( SBS ) (سابقاً  مايكروسوفت مخدم الأعمال التجارية الصغيرة )  هو حزمة مخدم متكامل من مايكروسوفت مصمم للعمل على البنية التحتية لشبكة (لكلا إدارة الانترانت والوصول للإنترنت) في المؤسسات الصغيرة والمتوسطة التي ليس لديها أكثر من 75 محطة عمل أو مستخدم. تقنية تطبيق المخدم محكم بشكل متكامل ليزود الأعمال التجارية الصغيرة بحلول محددة الأهداف مثل التحكم بمكان العمل على الشبكة العالمية، وتوفر فوائد الإدارة مثل الإعداد المتكامل، الرصد / المراقبة المتقدمة، لوحة تحكم إدارة ‏ موحدة، والتحكم بالوصول لجميع أجزاء محطات العمل على شبكة العمل.
تجدر الإشارة إلى أن ويندوز مخدم الأعمال التجارية الصغيرة من الناحية التقنية ليس
'الإصدار' من نظام التشغيل ويندوز المخدم بل مخصص لوحدة حفظ -المخزون في تقنية المخدم الموجه إلى مؤسسات الأعمال التجارية الصغيرة بشكل خاص. على هذا النحو، تطبيق المخدم ليست مجرد تجميع مع نظام التشغيل ولكنها مدمجة بشكل محكم في نظام التشغيل. نفس حزم الخدمات التي المقدمة من أجل ويندوز المخدم أو غيرها من منتجات المخدمات لا يمكن أن تستخدم ببساطة لتحديث نظام التشغيل.

## الإصدارات
ويندوز مخدم الأعمال التجارية الصغيرة متوفر بإصداريه العادي والمتقدم. كلا الإصدارين على حد سواء يستند إلى قاعدة ترميز ويندوز المخدم وتتضمن عميل نقل بريد مايكروسوفت المخدم التبادلي، خدمات معلومات الانترنت (IIS) مخدم ويب، ويندوز خدمات النقطة التشاركية من أجل التشارك، عميل البريد الإلكتروني 2003 في مايكروسوفت أوفيس أوتلوك، التوجيه والتحكم بالوصول للخدمة (RRAS)، خدمة تحديث ويندوز المخدم ‏ لتحديث الإدارة في أرجاء الشبكة، ومخدم الفاكس ‏. وحتى إصدار مخدم الأعمال التجارية الصغيرة لعام 2003، تضمن الإصدار المتقدم منه مايكروسوفت مخدم لغة الاستعلامات البنيوية، مايكروسوفت مخدم أمن وتسارع الإنترنت (ISA) ومايكروسوفت أوفيس فرونت بيج 2003. مخدم الأعمال التجارية الصغيرة الإصدار المتقدم لعام 2008 لن يتضمن مخدم لغة الاستعلامات البنيوية لكنه سيتضمن ترخيص من أجل ويندوز المخدم 2008 ومخدم لغة الاستعلامات البنيوية 2008 ليعمل على مخدم ثاني.
في البداية، مخدم الأعمال التجارية الصغيرة تم تسويقه على أساس الإصدار من مايكروسوفت حزمة المخدم ‏. وعندما تم إطلاق ويندوز 2000، تم تسويقه كمايكروسوفت مخدم الأعمال التجارية الصغيرة 2000، وأخيراً تم وضع علامة تجارية له بوصفه عضواً من أسرة ويندوز المخدم 2003. مايكروسوفت قد عرض أيضاً منتج ويندوز مخدم الأعمال التجارية الأساسي الذي يهدف إلى الأعمال التجارية المتوسطة، التي تضم الآن في الإصدار التالي مايكروسوفت مخدم أمن وتسارع الإنترنت (ISA) بدلاً عن مخدم الأعمال التجارية الصغيرة.

## قيود الاستخدام
هذا الإصدار من ويندوز المخدم له عدة قيود حتى تتمكن من استخدامه ألا وهي:
- جهاز حاسب واحد فقط في نطاق ويندوز مخدم الأعمال التجارية الصغيرة.
- ويندوز مخدم الأعمال التجارية الصغيرة يجب أن يكون أساس الدليل النشط بالشبكة.
- ويندوز مخدم الأعمال التجارية الصغيرة لا يمكنه الوثوق بأي نطاق من مخدمات أخرى. التي ليس لها أي نطاق ينتمي لنطاقها الأساسي.
- كل إصدارات ويندوز مخدم الأعمال التجارية الصغيرة حتى عام 2003 محدودة إلى 75 مستخدم أو جهاز معتمدة على أي نوع من ترخيص وصول العميل.
- كل إصدارات ويندوز مخدم الأعمال التجارية الصغيرة حتى عام 2003 محدودة سعة ذاكرة الوصول العشوائية إلى 4 جيجابايت.
- إصدارات ويندوز مخدم الأعمال التجارية الصغيرة قبل ويندوز مخدم الأعمال التجارية الصغيرة 2008 متوفرة فقط لمنصات عمل إكس 86 (32 – بت).
- ويندوز مخدم الأعمال التجارية الصغيرة 2008 سيكون متوفراً فقط لمنصات عمل إكس 86 -64 (64-بت). هذا تبعاً لمتطلبات تشغيل نظام المخدم التبادلي 2007، الذي تم إنتاجه بالإصدار 64-بت فقط. الإصدار 32-بت من المخدم التبادلي 2007 يدعم فقط عمليات الاختيار والطرق الغير منتجة.
- طريقة تحكم الأجهزة الخاص بالإدارة متاح فقط لأن ويندوز مخدم الأعمال التجارية الصغيرة يدير دائما على متحكم النطاق، وإثنين من بروتوكولات التحكم بالأجهزة  [لغات أخرى]‏ في وقت واحد يسمحان بالدورات. (تغيير بمنهاج مخدم الأعمال التجارية الصغيرة 2000) محطات الخدمة في طريقة التطبيقات التشاركية تحتاج إلى العمل على مخدم ثانٍ على شبكة العمل. بيد أن هذا سيكون ممكنناً على مخدم الأعمال التجارية الصغيرة 2008 الإصدار المتقدم الذي يتضمن ترخيص ويندوز المخدم 2008 لتشغيل المخدم الثاني.
- لإزالة هذه القيود وترقيتها إلى الإصدارات النظامية من ويندوز المخدم، المخدم التبادلي، مخدم لغة الاستعلامات البنيوية ومخدم أمن وتسارع الإنترنت، فثمة حزمة الإطلاق 2 من ويندوز مخدم الأعمال التجارية الصغيرة 2003.

## ميزات مهمة في مخدم الأعمال التجارية الصغيرة
- التحكم بمكان العمل على الشبكة العالمية
- موصل بروتوكول بريد المكتب 3  [لغات أخرى]‏ (من أجل المخدم التبادلي).
- خدمة تبادل / تشارك الفاكس (مخدم الفاكس  [لغات أخرى]‏)
- خدمة تشارك المعدل (مخدم المعدل، ليس مدعماً في مخدم الأعمال التجارية الصغيرة 2003 والإصدارات اللاحقة).

## الإصدارات
- في 22 تشرين الأول / أكتوبر من عام 1997 – تم إطلاق  حزمة مخدم الأعمال التجارية الصغيرة 4.0
- في 24 أيار / مايو من عام 1999 – تم إطلاق  حزمة مخدم الأعمال التجارية الصغيرة 4.0
- في 22 تشرين الأول / أكتوبر من عام 1997 – تم إطلاق  حزمة مخدم الأعمال التجارية الصغيرة 4.5
- في 21 شباط / فبراير من عام 2001 – تم إطلاق  مايكروسوفت مخدم الأعمال التجارية الصغيرة 2000
- في 9 تشرين الأول / أكتوبر من عام 2003 – تم إطلاق  مايكروسوفت مخدم الأعمال التجارية الصغيرة 2003
- في 29 تموز / يوليو من عام 2006 – تم إطلاق  مايكروسوفت مخدم الأعمال التجارية الصغيرة 2003 الإطلاق 2
- في عام 2008 – تم إطلاق  مايكروسوفت مخدم الأعمال التجارية الصغيرة 2008

## وصلات خارجية
- الصفحة الرئيسية لمخدم الأعمال التجارية الصغيرة 2003
- الصفحة الرئيسية لمخدم الأعمال التجارية الصغيرة 2008
- الصفحة الرئيسية لمخدم الأعمال التجارية الصغيرة
- الصفحة الرسمية لمستضيف مخدم الأعمال التجارية الصغيرة
- نظرة عامة على إيجابيات مخدم الأعمال التجارية الصغيرة
- الأسئلة الشائعة عن مخدم الأعمال التجارية الصغيرة
- مدخل إلى مخدم الأعمال التجارية الصغيرة من موقع الحاسب العالمي في كندا
- صفحة معلومات غير رسمية من مايكروسوفت ويندوز مخدم الأعمال التجارية